# Hmeliv, Rahău
Hmeliv (în ucraineană Хмелів) este un sat în comuna Trebușeni din raionul Rahău, regiunea Transcarpatia, Ucraina.

## Demografie
Componența lingvistică a localității Hmeliv
     Ucraineană (97,9%)
     Rusă (1,63%)
     Alte limbi (0,23%)
Conform recensământului din 2001, majoritatea populației localității Hmeliv era vorbitoare de ucraineană (97,9%), existând în minoritate și vorbitori de rusă (1,63%).